# Памятный знак городам-побратимам (Ярославль)

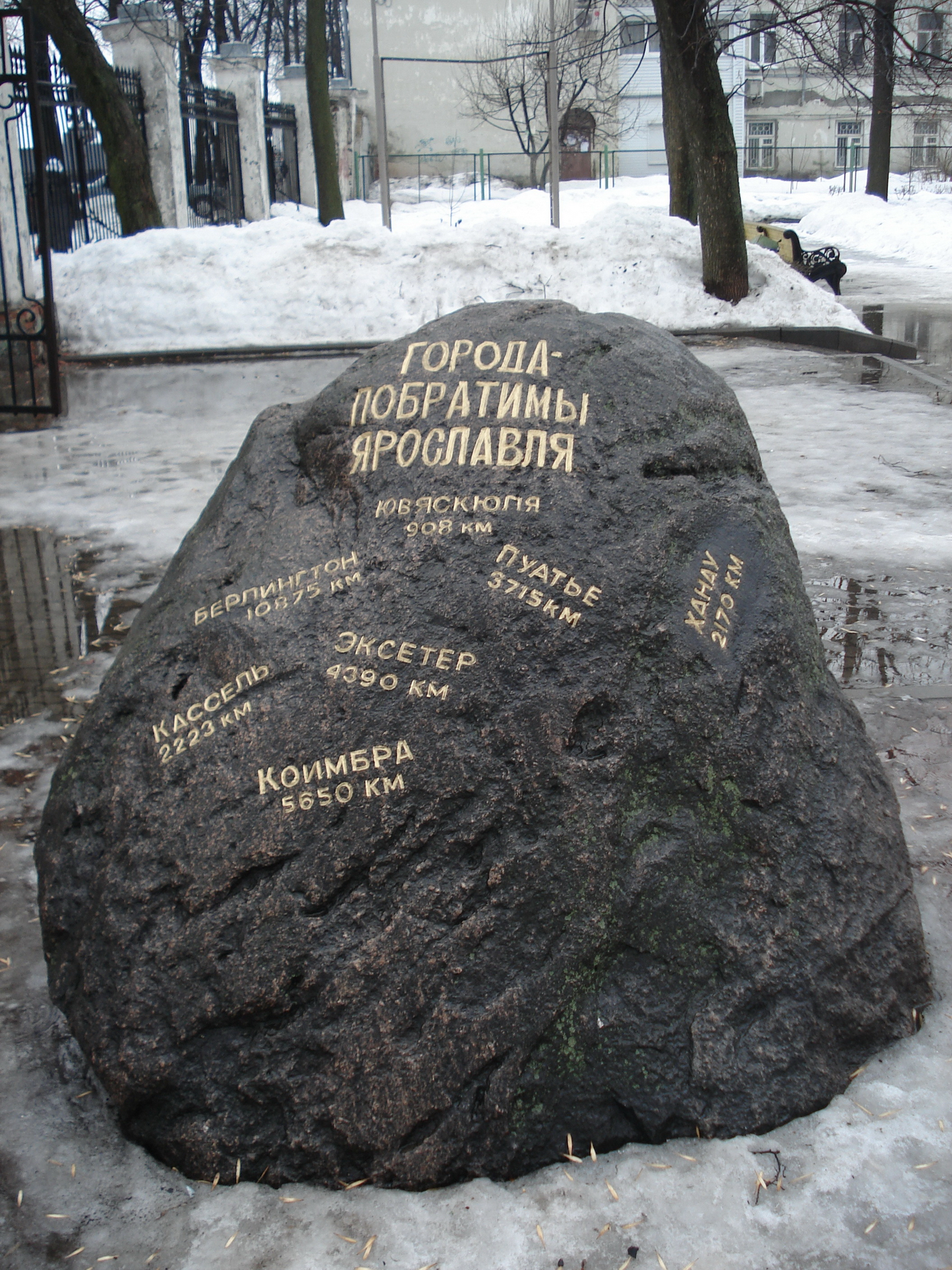
Знак с задней стороны

Памятный знак городам-побратимам Ярославля. Расположен в Ярославле на площади Волкова возле Знаменской башни.

## История создания
Ярославль одним из первых городов России примкнул к движению породнённых городов. В числе двадцати двух городов СССР Ярославль стал членом Всемирной Федерации породнённых городов.
Первым из городов-побратимов Ярославля стал г. Йювяскюля (Финляндия) — 1966 год. С 1970 года развиваются тесные побратимские отношения с французским городом Пуатье. В 1984 году подписано соглашение о дружбе и сотрудничестве Ярославля с городом Коимбра (Португалия), а с 1988 года городами-побратимами Ярославля стали Кассель (Германия) и Берлингтон (США), с 1989 года — Эксетер (Великобритания). В 1994 году побратимом Ярославля стал немецкий город Ханау. В 2013 году побратимыми Ярославля стали сразу два коста-риканских города: Сан-Рамон и Либерия. Наконец, в 2016 году побратимом Ярославля стал болгарский город Бургас. Таким образом, побратимыми Ярославлю являются десять городов из девяти стран мира.
Торжественное открытие памятного знака состоялось в 1992 году в присутствии мэров городов-побратимов, тогда же были заложены капсулы с землёй из этих городов. В 1996 году знак был перемещён во двор на улице Первомайской около Волжской набережной. В 2009 году в преддверии 1000-летия Ярославля был возвращён на прежнее место.

## Описание памятника
Памятный знак представляет собой огромный валун ледникового происхождения, на котором с лицевой стороны находится табличка с упоминанием городов-побратимов Ярославля. На обратной стороне начертаны названия городов, с которыми у Ярославля сложились братские отношения и указано расстояние до них.